# 國土交通大臣政務官
國土交通大臣政務官（日语：／）是日本國土交通省的大臣政務官。員額3名。

## 歷代國土交通大臣政務官
- 2001年1月6日 今村雅弘、吉田六左衛門（日语：吉田六左ェ門）、岩井國臣（日语：岩井國臣）
- 2001年5月7日 木村隆秀（日语：木村隆秀）、田中和德（日语：田中和徳）、木村仁
- 2002年1月8日 菅義偉、高木陽介（日语：高木陽介）、森下博之（日语：森下博之）
- 2002年10月4日 高木陽介（日语：高木陽介）、岩城光英、鶴保庸介
- 2003年9月25日 鶴保庸介、佐藤茂樹（日语：佐藤茂樹 (政治家)）、齊藤滋宣（日语：斉藤滋宣）
- 2004年9月30日 岩崎忠夫（日语：岩崎忠夫）、中野正志（日语：中野正志）、伊達忠一
- 2005年9月22日 石田真敏、中野正志、伊達忠一
- 2005年11月2日 石田真敏、後藤茂之（日语：後藤茂之）、吉田博美（日语：吉田博美）
- 2006年9月27日 梶山弘志、吉田六左衛門、藤野公孝（日语：藤野公孝）
- 2007年8月29日 金子善次郎（日语：金子善次郎）、谷公一（日语：谷公一）、山本順三
- 2008年8月6日 谷口和史（日语：谷口和史）、西銘恒三郎（日语：西銘恒三郎）、岡田直樹（日语：岡田直樹）
- 2009年9月18日 長安豐（日语：長安豊）、三日月大造（日语：三日月大造）、藤本祐司（日语：藤本祐司）
- 2010年6月9日 長安豐、津川祥吾（日语：津川祥吾）、藤本祐司
- 2010年9月21日 市村浩一郎（日语：市村浩一郎）、小泉俊明（日语：小泉俊明）、津川祥吾
- 2011年9月5日 津川祥吾、津島恭一（日语：津島恭一）、室井邦彥（日语：室井邦彦）
- 2012年2月10日 津川祥吾（兼任復興大臣政務官（日语：復興大臣政務官））、津島恭一（日语：津島恭一）、室井邦彥
- 2012年10月1日 川村秀三郎（日语：川村秀三郎）、若井康彥（日语：若井康彦）、橋本清仁（日语：橋本清仁）
- 2012年12月26日 赤澤亮正、松下新平（日语：松下新平）、德田毅（日语：德田毅）（兼任復興大臣政務官（日语：復興大臣政務官））
- 2013年2月6日 赤澤亮正、松下新平、坂井學（日语：坂井学）（兼任復興大臣政務官）
- 2013年9月30日 土井亨（日语：土井亨）、中原八一（日语：中原八一）、坂井學（兼任復興大臣政務官）
- 2014年9月4日　上野賢一郎（日语：上野賢一郎）、大塚高司（日语：大塚高司）、青木一彥（日语：青木一彦）
- 2014年12月25日 上野賢一郎、鈴木馨祐、青木一彥
- 2015年10月7日 宮內秀樹（日语：宮内秀樹）、江島潔（日语：江島潔）、津島淳（兼任內閣府大臣政務官（日语：内閣府大臣政務官））
- 2016年8月5日 藤井比早之（日语：藤井比早之）、大野泰正（日语：大野泰正）、根本幸典（日语：根本幸典）（兼任內閣府大臣政務官）
- 2017年8月7日 秋本真利（日语：秋本真利）、高橋克法（日语：高橋克法）、簗和生（日语：簗和生）（兼任內閣府大臣政務官）

## 外部連結
- 大臣・副大臣・大臣政務官 - 国土交通省（页面存档备份，存于）